# Tonya Harding
Tonya Harding, sedan 2010 Tonya Maxene Price, född den 12 november 1970 i Portland i Oregon, är en amerikansk tidigare  konståkare. Harding var under det tidiga 1990-talet ett mycket lovande namn inom konståkningen. Utöver andraplatsen vid 1991 års VM i konståkning placerade hon sig dock aldrig på prispallen i internationella tävlingar. År 1992 kom hon fyra i OS i Albertville.

## Biografi
Tonya Harding föddes i Portland i delstaten Oregon som dotter till Al och LaVona Harding. Hon hade en halvbror vid namn Chris Davison som dog vid ung ålder. Hennes far hade hälsoproblem vilket ledde till att han var sjukskriven under långa perioder. Harding har hävdat att hennes mor misshandlade henne under uppväxten, vilket modern dock förnekar. Harding började med konståkningen vid unga år och gjorde sin första trippel-lutz vid 12 års ålder.
År 1990, när Harding var 19 år gammal, gifte hon sig med Jeff Gillooly. Äktenskapet var stormigt och slutade i skilsmässa tre år senare. I juni 2010 gifte hon om sig med Joseph Jens Price.
Harding vann Amerikanska nationella mästerskapen 1991 och samma år vann hon en silvermedalj vid VM. Inför de nationella mästerskapen 1994 inträffade en allvarlig händelse som orsakade stor uppmärksamhet. Hardings konkurrent Nancy Kerrigan fick sitt knä sönderslaget med ett järnrör av Hardings före detta man, Jeff Gillooly. Harding vann det nationella mästerskapet, men blev sedan fråntagen sin titel på grund av händelsen med Kerrigan.
Vid OS 1994 i Lillehammer lades det stor fokus på just Hardings och Kerrigans medverkan. Harding slutade på en åttonde plats. Tävlingen vanns av OS-debutanten Oksana Baiul från Ukraina. Nancy Kerrigan kom på andra plats.
I februari 2002 började Harding med kändisboxning. Fram till maj 2005 gick hon nio matcher och vann fem, varav en mot Marc Mason, före detta konståkare. Harding har därefter arbetat som svetsare, målare vid en metallindustri och som expedit på Sears. År 2017 uppgav hon att hon arbetade som målare och snickare.